# Hortus botanicus Leiden

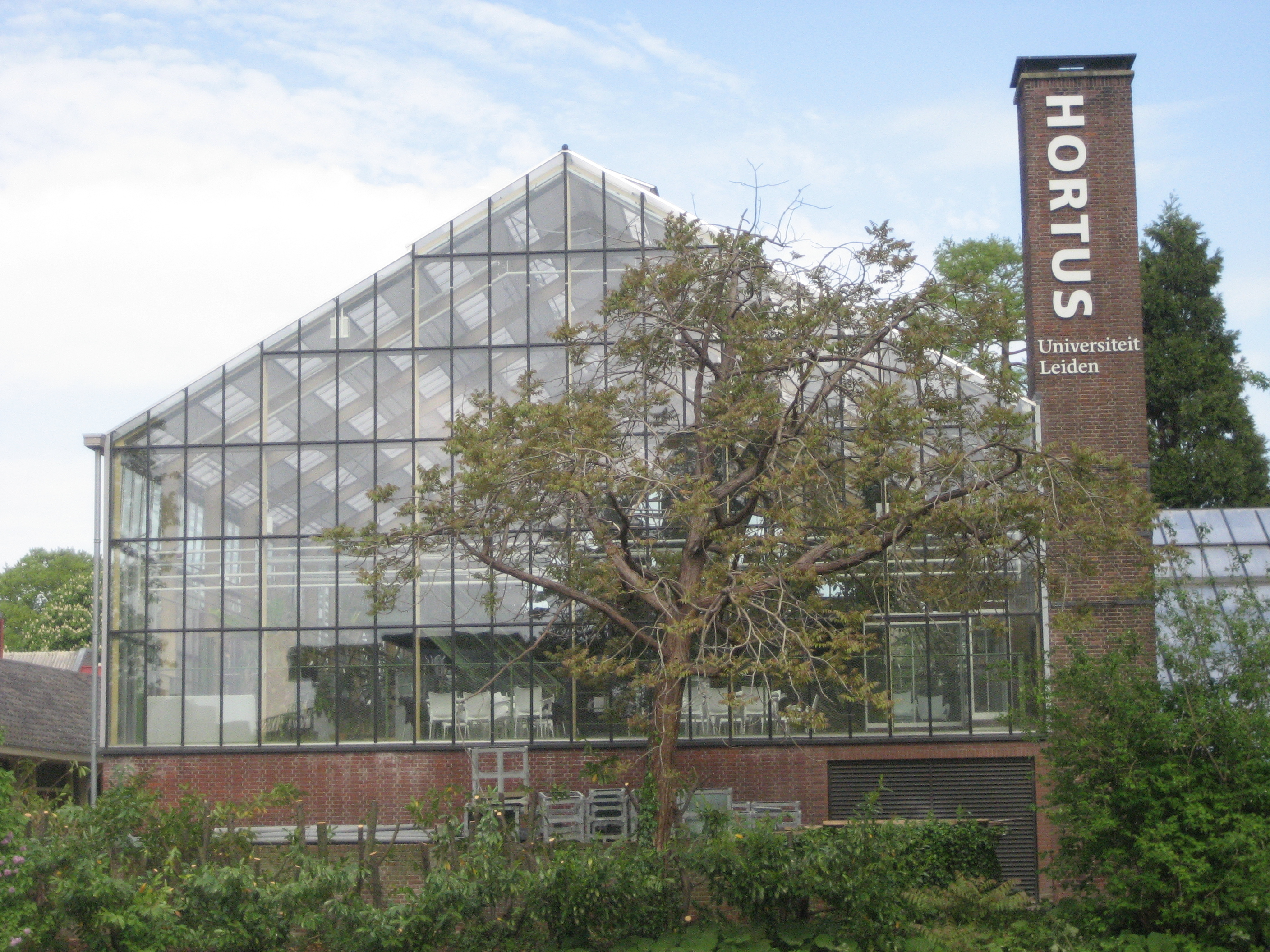
Hortus vanaf de Witte Singel

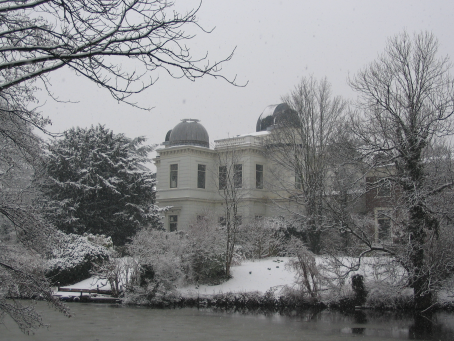
Oude Sterrewacht aan de Witte Singel

De Hortus botanicus Leiden is de oudste botanische tuin van Nederland en is in 1590 opgericht aan het Rapenburg in de Zuid-Hollandse stad Leiden. De tuin is vanaf het begin toegankelijk geweest voor het publiek, wat vooral in de zestiende en zeventiende eeuw een uitzondering was.
De tuin werkt samen met een groot aantal partijen, zoals met andere botanische tuinen, herbaria, (natuurhistorische) musea, universiteiten, overheidsinstanties en verenigingen van (planten)liefhebbers op nationaal en internationaal niveau.

## Geschiedenis
Na de stichting van de Universiteit Leiden in 1575 bleek het wenselijk om een 'hortus medicus', een tuin waarin studenten geneeskunde geneeskrachtige planten konden bestuderen, aan te leggen. Op 15 maart 1587 deden enkele bewindvoerders van de universiteit aan het gemeentebestuur het verzoek om de onbebouwde grond achter het Academiegebouw aan het Rapenburg ter beschikking te stellen voor de aanleg van de tuin voor het onderwijs in de geneeskunde. Drie jaar later, op 9 februari 1590, werd het perceel van circa 1250 m² aan de universiteit overgedragen. Dit wordt algemeen gezien als de stichtingsdatum van de botanische tuin.
In 1593 werd Carolus Clusius hoogleraar aan de universiteit en de eerste directeur (praefectus horti) van de tuin. Al in 1592 stuurde de Oostenrijkse diplomaat Ogier Gisleen van Busbeke hem tulpenzaden. Ook in dat jaar had Clusius al zaad van 251 plantensoorten vanuit Kreta naar Leiden laten zenden. In 1594 werd de tuin beplant.
Omdat Carolus Clusius bij zijn aanstelling al 67 jaar oud was en bovendien invalide, werd de Delftse apotheker Dirck Outgaertsz. Cluyt aangesteld om als hortulanus de dagelijkse leiding op zich te nemen. Clusius wilde de tuin laten inrichten met alle tot dan toe bekende soorten uit het plantenrijk. Op dat moment nog onbekende planten als tulpen en in latere tijden tomaat, tabaksplant en maïs werden aangeplant en kregen door de botanische tuin hun bekendheid in Noord-Europa. Ook werden planten aangeplant die door de Verenigde Oost-Indische Compagnie naar Europa werden gebracht.

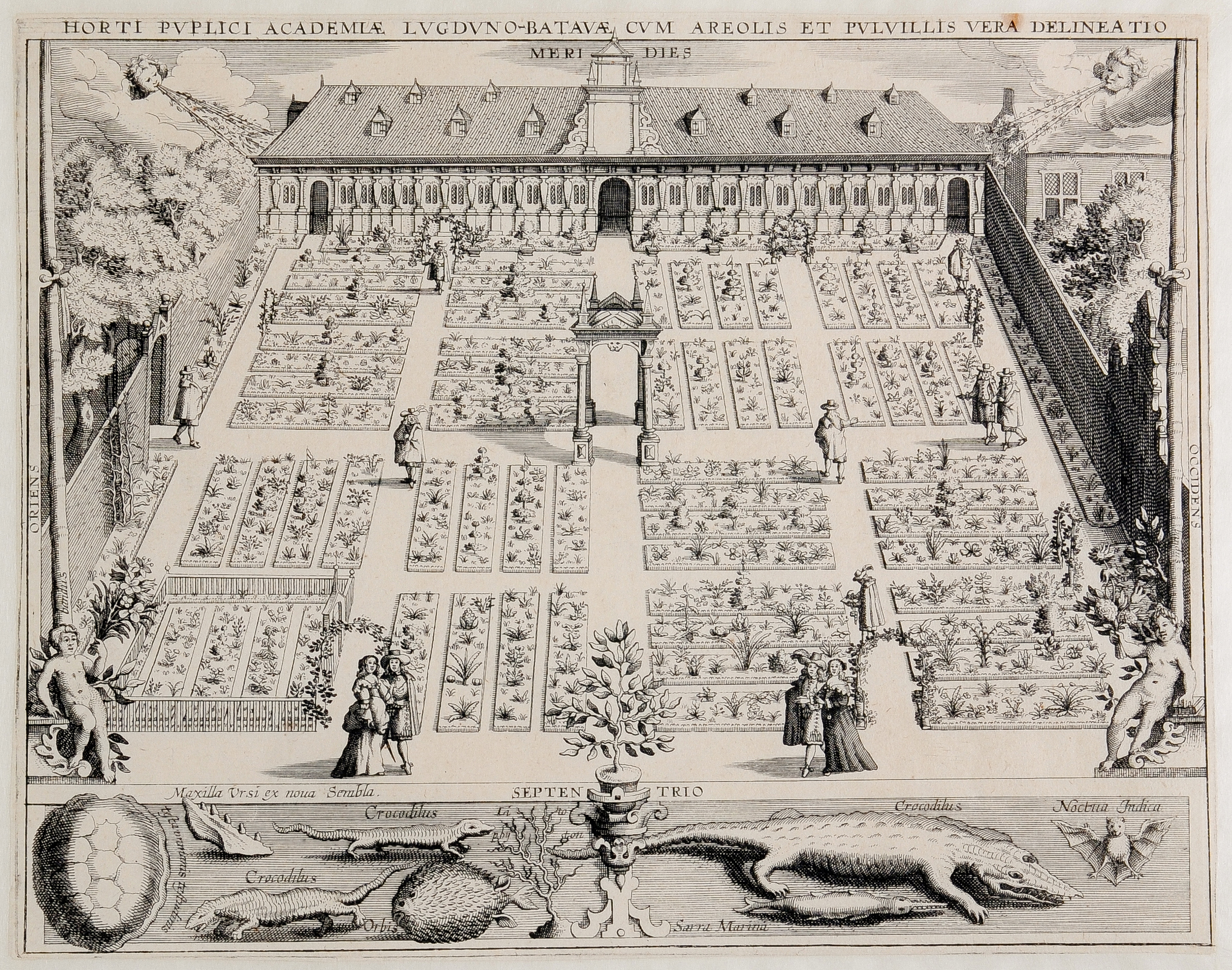
Leidse Hortus anno 1610 (Woudanus)

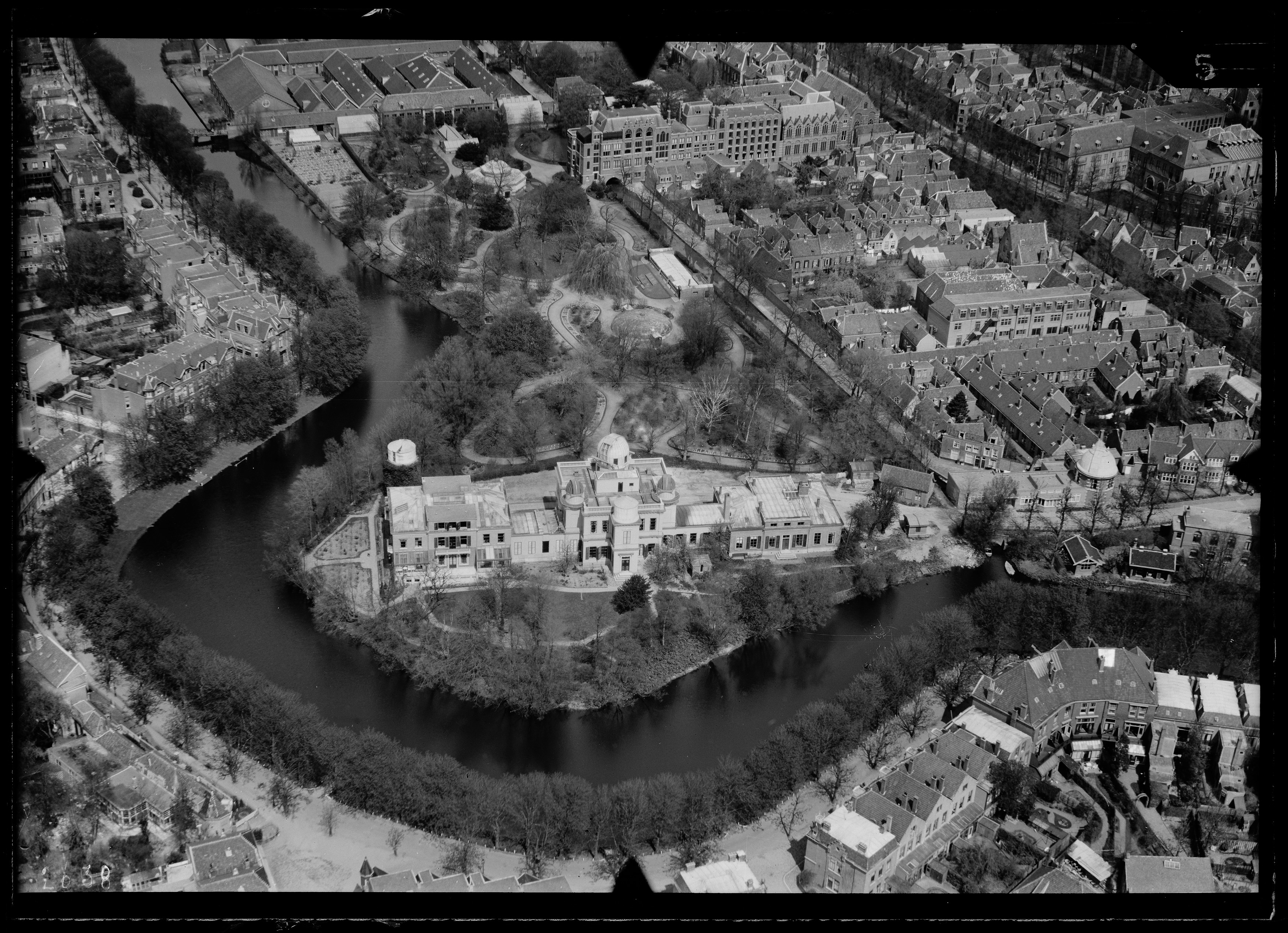
Hortus en Sterrewacht, circa 1920-1940

Van 1709 tot 1730 was Herman Boerhaave directeur. Onder zijn leiding werd het aantal plantensoorten uitgebreid tot 5846. Onder het directoraat van Adriaan van Roijen van 1730 tot 1754 werd het oppervlak verdubbeld en reikte de tuin tot aan de stadswal (waar zich nu de Witte Singel bevindt). Hij maakte de komst mee van Carl Linnaeus, die in de jaren 1735-1737 regelmatig de botanische tuin bezocht. Van 1754 tot 1786 was David van Roijen directeur. Van 1752 tot 1814 was Nicolaas Meerburg eerst onderknecht en later hortulanus. Hij publiceerde boeken met daarin tekeningen van planten die in zijn tijd in de botanische tuin groeiden.
Onder het directoraat van Sebald Justinus Brugmans van 1786 tot 1819 kreeg de tuin de grootste oppervlakte in zijn bestaan. Tijdens de Franse bezetting reisde hij naar Parijs om met de machthebbers te overleggen over hun plannen met de universiteit en de botanische tuin. Waarschijnlijk leidde dit ertoe dat de botanische tuin behouden bleef en dat de universiteit niet werd gesloten, zoals wel gebeurde met de Universiteit van Franeker en de Universiteit van Harderwijk. In 1857 werd de botanische tuin gedwongen grond over te dragen voor de bouw van de Sterrewacht. Hiermee werd de nog jonge Willem Frederik Reinier Suringar geconfronteerd, op dat moment de plaatsvervanger van hortusdirecteur Willem Hendrik de Vriese, die op reis was.
Tussen 1931 en 1939 kreeg de botanische tuin onder leiding van hoogleraar-directeur Lourens Gerhard Marinus Baas Becking een groot gedeelte van zijn huidige inrichting. De broeikassen die tussen 1850 en 1890 waren gebouwd, werden gesloopt en in 1937-1938 vervangen door een groot kassencomplex, waarvan de Victoriakas deel uitmaakte. In 1931 werd aan de 5e Binnenvestgracht de Clusiustuin aangelegd. Deze reconstructie van de tuin uit de tijd van Clusius was dus niet gehuisvest op de oorspronkelijke locatie, de Voortuin. Het was een reconstructie, aan de hand van een plattegrond van de originele tuin en een lijst van de plantencollectie uit 1594, van de botanische tuin zoals die er in Carolus Clusius' tijd uitzag. In 1990 werd de Clusiustuin gerenoveerd, waardoor deze een nog beter beeld gaf van de tuin uit 1594. In 2009 werd hij verhuisd naar de Voortuin, waardoor de reconstructie op de oorspronkelijke plek kwam te liggen.
In 2006 werd Paul Keßler prefect als opvolger van de in 2004 gestopte Jan de Koning. In 2025 werd Barbara Gravendeel prefect. 

## Inrichting
De botanische tuin bestaat anno 2017 onder meer uit de Voortuin, de Wintertuin, de Von Siebold Gedenktuin, de Oranjerie, de systeemtuin en een tropisch kassencomplex, waaronder de Victoriakas.
De Voortuin is het oudste gedeelte van de hortus bij de ingang aan het Rapenburg en bestaat al sinds 1594. Hier stond vanaf 1818 een rode beuk (Fagus sylvatica 'Atropunicea'). Deze is in 1988 ten prooi gevallen aan de reuzenzwam (Meripilus giganteus) en is toen in plakken gezaagd die verkocht zijn. Ook staat in de Voortuin de oudste plant van de botanische tuin, een tulpenboom (Liriodendron tulipifera) die in 1716 is gezaaid door de toenmalige prefect Herman Boerhaave. Verder staat er een goudenregen (Laburnum anagyroides) die in de achttiende eeuw of uiterlijk in 1818 is geplant. In 2009 werd de reconstructie van de tuin zoals die in Clusius' tijd eruit heeft gezien, verhuisd naar de Voortuin. In de Clusiustuin staan planten die er omstreeks 1595 groeiden, dat wil zeggen in de tijd van Carolus Clusius. Alle planten staan volgens een plattegrond uit 1594 op hun plaats, de hekwerken en prieeltjes volgens plattegronden van 1601 en 1610.
De Wintertuin, een koude kas, is het jongste onderdeel van de tuin. De Wintertuin is in 2000 opgeleverd naar een ontwerp van Hubert-Jan Henket en herbergt levende steentjes van het geslacht Conophytum, palmvarens en vleesetende planten als zonnedauw, vetblad en trompetbekerplant. Bovendien worden hier subtropische kuipplanten gedurende de winter ondergebracht. In de Wintertuin is ook het bezoekerscentrum met entreebalie, winkel en café gevestigd.
De Von Siebold Gedenktuin is een Japanse tuin. Deze is - ter gelegenheid van het 400-jarig bestaan van de Hortus - in 1990 aangelegd als herinnering aan Philipp Franz von Siebold die in Japan planten verzamelde en deze liet transporteren naar de botanische tuin. De tuin wordt omgeven door een rode muur. Bij het begin staat een Japans theehuis. In de tuin groeien winterharde planten uit Azië. Er staat een borstbeeld van Von Siebold.
De Oranjerie is een monumentaal gebouw dat tussen 1740 en 1744 is aangelegd naar een ontwerp van Daniël Marot. In de winter herbergt dit gebouw subtropische kuipplanten als laurier, olijfboom en granaatappel die in de zomer buiten staan.
De systeemtuin is een tuin waarin planten zijn gerangschikt op verwantschap. Deze is volgens de meest recente wetenschappelijke inzichten heringericht in 2017.

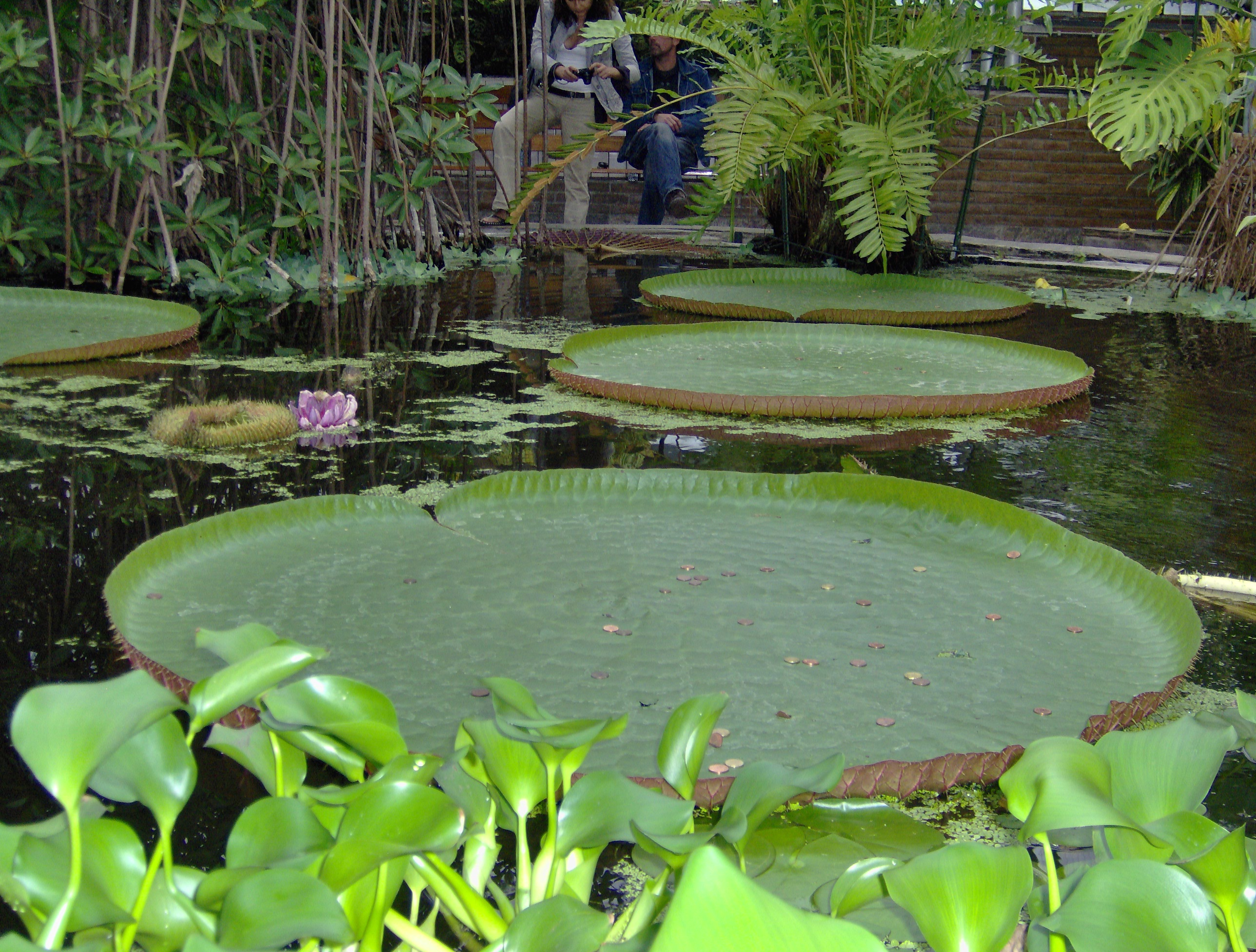
Victoria amazonica in de Victoriakas

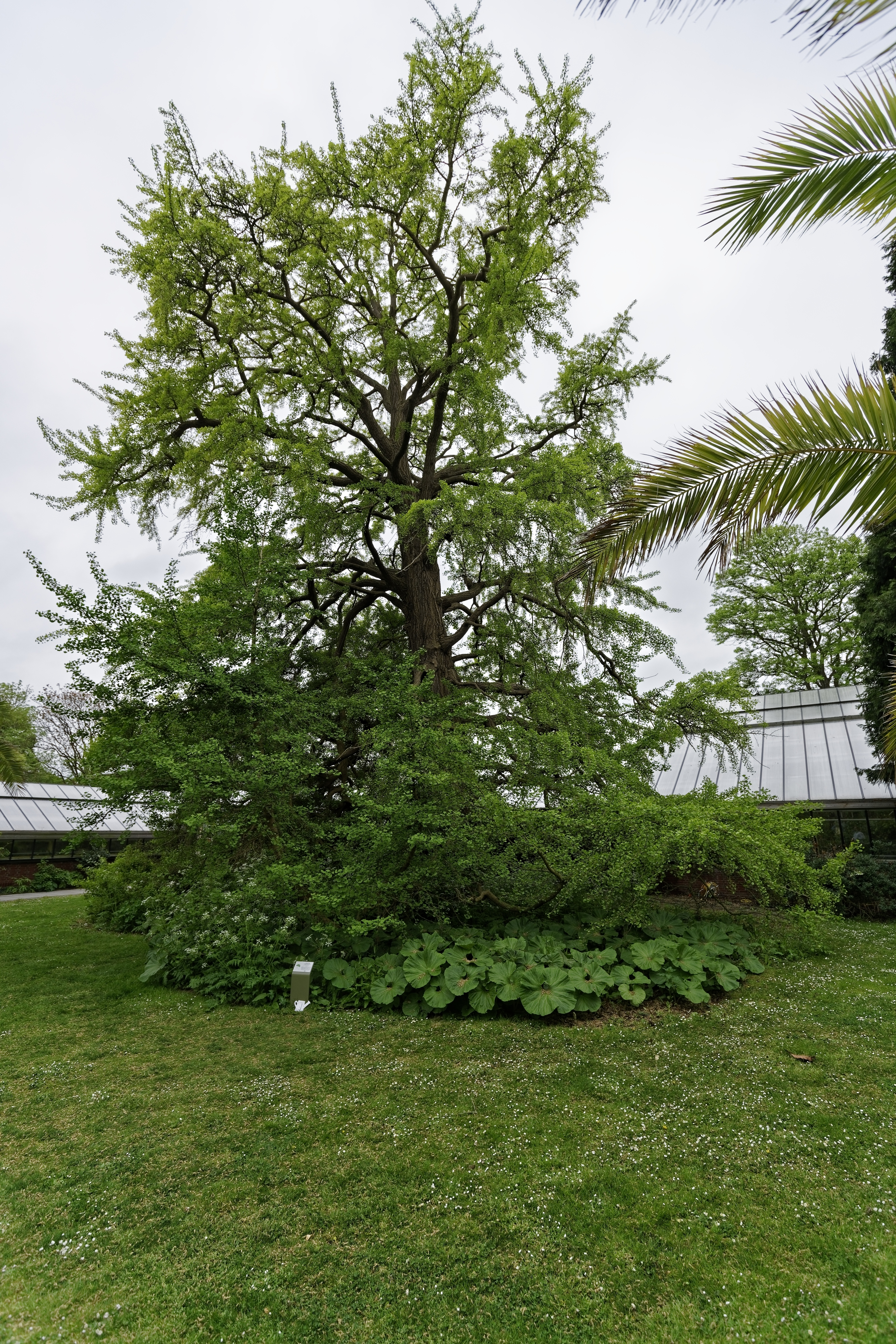
Leidse Ginkgo Biloba, boom van het jaar 2024

In het tropische kassencomplex zijn onder andere Hoya, Aristolochia grandiflora, kruidje-roer-mij-niet, Passiflora racemosa, Araceae (aronskelken) waaronder de Reuzenaronskelk of Penisplant (Amorphophallus titanum), tropische varens, tropische orchideeën, Billbergia nutans, Strongylodon macrobotrys en Nepenthes te zien. In de Victoriakas kan de grote waterlelie Victoria amazonica worden bezichtigd die op 8 juli 1872 voor het eerst bloeide en elk jaar opnieuw wordt uitgezaaid.
Naast het kassencomplex groeit een lotusboom (Diospyros lotus) die in 1736 is geplant. Daarnaast staat een mannelijke Japanse notenboom (Ginkgo biloba) uit 1785 waarop later een vrouwelijk tak is geënt. De Ginkgo biloba werd in oktober 2024 gekozen tot Nederlandse 'boom van het jaar'. Hij werd zo de Nederlandse nominatie voor de verkiezing  van de Europese boom van het jaar 2025.

## Nationale Plantencollectie
De Hortus botanicus Leiden beheert de volgende Nationale Plantencollecties (2017):
- Aizoaceae/Mesembryanthemaceae: Conophytum
- Apocynaceae: Dischidia
- Apocynaceae: Hoya
- Carnivore planten
- Clusiustuin
- Cycadales
- Equisetaceae
- Gesneriaceae: Aeschynanthus
- Nepenthaceae: Nepenthes
- Oranjerieplanten
- Orchidaceae
- Orchidaceae: Bulbophyllum
- Orchidaceae: Coelogyne
- Pteridophyta uit tropisch Azië
- Pteridophyta, winterhard
- Rubiaceae: Hydnophytinae
- Von Siebold-collectie

## Beelden

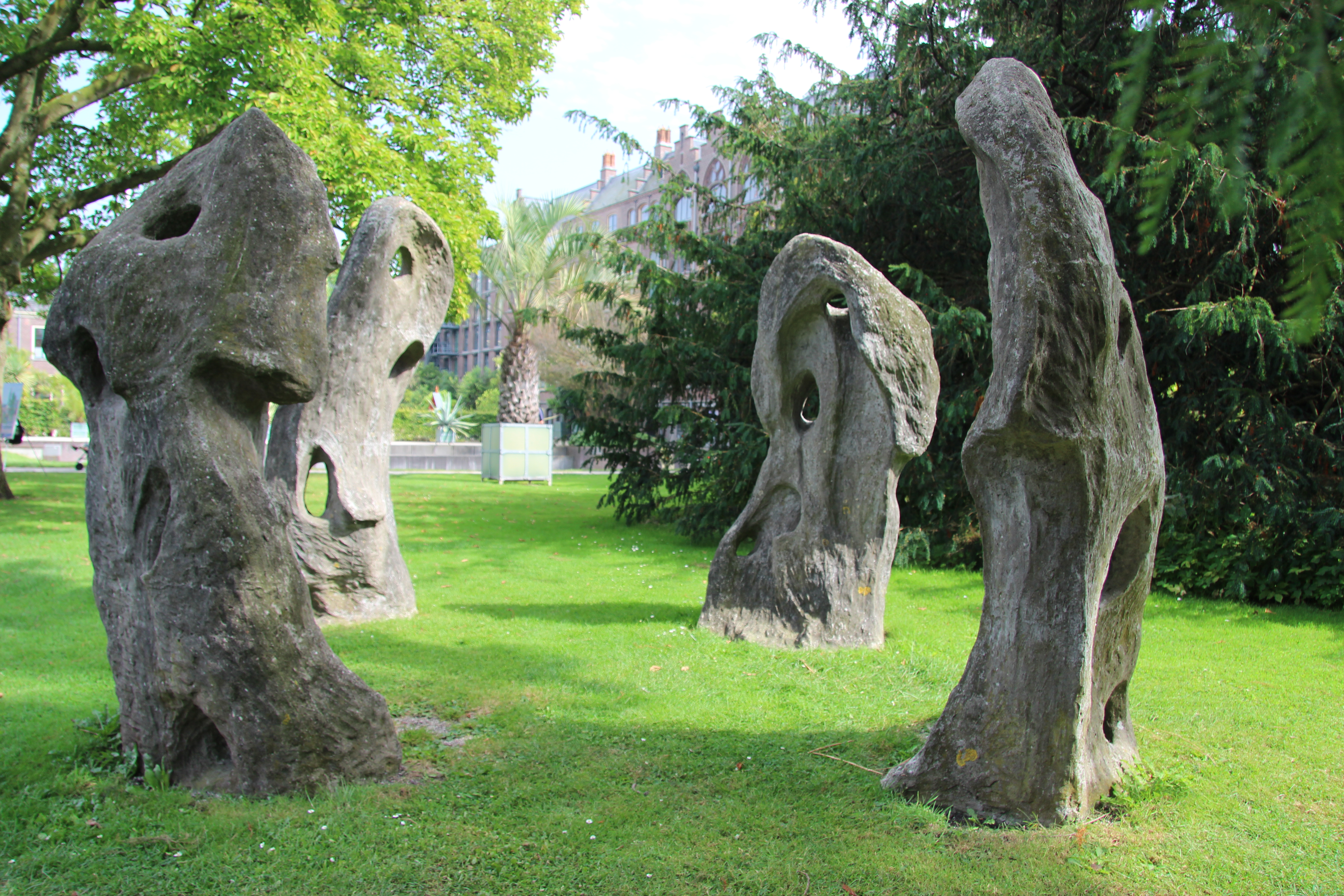
Beeldengroep van Ans van Haersolte in Hortus Leiden

In de Hortus staan verschillende beelden, waaronder De Vier Eeuwen (1990) van Ans van Haersolte tegenover de Oranjerie.

## Oude Sterrewacht
De Oude Sterrewacht met bezoekerscentrum bevinden zich op het terrein van de Hortus.

## Vrienden
De Hortus botanicus Leiden wordt gesteund door de stichting Vrienden van de Leidse Hortus. De stichting is opgericht in 2005 en had in 2024 2060 contribuanten. De steun van de stichting helpt de Hortus de collectie aan het publiek te presenteren, het belang van planten onder de aandacht te brengen en verduurzaming en innovatie te realiseren.